# Hedychrum longicolle longicolle
Hedychrum longicolle longicolle é uma subespécie de insetos himenópteros, mais especificamente de vespas pertencente à família Chrysididae.
A autoridade científica da subespécie é Abeille de Perrin, tendo sido descrita no ano de 1877.
Trata-se de uma subespécie presente no território português.